# Anika Rahman
Anika Rahman es una abogada estadounidense nacida en Bangladés, activista en derechos humanos y justicia social. Es una destacada defensora del progreso de zonas marginadas y vulnerables a lo largo del mundo. Su experiencia se centra en los derechos humanos, la mujer, la salud y desarrollo económico.

## Biografía
Rahman nació en Bangladés y fue criada por tres "mujeres de fuerte voluntad" después de que su padre se divorciase rápidamente de su madre y abandonase a su familia. Se mudó a los Estados Unidos para estudiar relaciones internacionales, convirtiéndose en ciudadana americana en 1997. 
Obtuvo un BA de la Escuela de Asuntos Públicos e Internacionales Woodrow Wilson de la Universidad de Princeton y su JD de la Escuela de Derecho de Columbia, antes de unirse a la firma de abogados Cleary, Gottlieb, Steen & Hamilton. 

## Trabajo
Rahman fue presidente y CEO de la Fundación para Mujeres de febrero de 2011 a agosto de 2013.  Durante su mandato, la organización de derechos de la mujer lanzó una nueva campaña de cambio de nombre y se centró en tres temas nacionales clave. Previamente, de 2004 a 2010,  fue Presidenta de Amigos para UNFPA, una ONG de apoyoal trabajo del Fondo de Población de las Naciones Unidas.  Durante ese período, hizo campaña para restaurar la financiación del gobierno de EE. UU. para el Fondo de Población de las Naciones Unidas. En 2009, Presidente Obama reanudó el apoyo del gobierno de EE. UU. para el Fondo de Población de las Naciones Unidas. Rahman fue también la directora fundadora del Programa Legal Internacional del Centro para Derechos Reproductivos, donde trabajó de 1993 a 2002. Ella era una demandante en un pleito de 2002 que desafiaba la Regla de Amordaza Global, también conocida en la política de la Ciudad de México.   Es la coautora, con Nahid Toubia, de Mutilación Genital Femenina: Una guía práctica para leyes y políticas mundiales(2000), publicados por Zed Libros.
Fue galardonada con el premio "21 líderes para el siglo XXI" en 2009 y el Premio Lawrence A. Wien de Responsabilidad Social en 2002 por la Escuela de Derecho de Columbia .  Es una miembro del Consejo en Relaciones Internacionales.